# Йосипівська сільська рада (Тернопільський район)
Йосипі́вська сільська́ ра́да — адміністративно-територіальна одиниця та орган місцевого самоврядування в Тернопільському районі Тернопільської області. Адміністративний центр — село Йосипівка.

## Загальні відомості
Йосипівська сільська рада утворена в 1939 році.
- Територія ради: 19,61 км²
- Населення ради: 498 осіб (станом на 2001 рік)
- Територією ради протікають річки Кнур, Нічва

## Населені пункти
Сільській раді були підпорядковані населені пункти:
- с. Йосипівка

## Населення
Згідно з переписом УРСР 1989 року чисельність наявного населення сільської ради становила 1066 осіб, з яких 496 чоловіків та 570 жінок.
За переписом населення України 2001 року в сільській раді мешкало 490 осіб.

### Мова
Розподіл населення за рідною мовою за даними перепису 2001 року:
| Мова       | Відсоток |
| ---------- | -------- |
| українська | 99,60 %  |
| російська  | 0,40 %   |

## Склад ради
Рада складалася з 14 депутатів та голови.
- Голова ради: Ходань Ліда Михайлівна

### Керівний склад попередніх скликань
| Прізвище, ім'я, по батькові | Основні відомості                                                               | Дата обрання | Дата звільнення |
| --------------------------- | ------------------------------------------------------------------------------- | ------------ | --------------- |
| Зубрецька Іванна Ігорівна   | Сільський голова, 1964 року народження, позапартійна                            | 26.03.2006   | 31.10.2010      |
| Ходань Ліда Михайлівна      | Сільський голова, 1968 року народження, освіта середня спеціальна, позапартійна | 31.10.2010   |                 |

Примітка: таблиця складена за даними сайту Верховної Ради України

### Депутати
За результатами місцевих виборів 2010 року депутатами ради стали:

#### За суб'єктами висування
| Суб'єкт висування                                       | Кількість обраних депутатів | %    |
| ------------------------------------------------------- | --------------------------- | ---- |
| Самовисування                                           | 11                          | 78,6 |
| Політична партія Всеукраїнське об'єднання «Батьківщина» | 2                           | 14,3 |
| Політична партія Всеукраїнське об'єднання «Свобода»     | 1                           | 7,1  |

#### За округами
| № округу                                                | Прізвище, ім'я, по батькові   | Дата визнання обраним | Освіта             | Партійна приналежність                        | Відомості про обраного депутата              |
| ------------------------------------------------------- | ----------------------------- | --------------------- | ------------------ | --------------------------------------------- | -------------------------------------------- |
| Політична партія Всеукраїнське об'єднання «Батьківщина» |                               |                       |                    |                                               |                                              |
| 6                                                       | Ярема Іван Михайлович         | 31.10.2010            | вища               | член Всеукраїнського об'єднання «Батьківщина» | Бережанський агротехнічний інститут, студент |
| 13                                                      | Ярема Андрій Михайлович       | 31.10.2010            | незакінчена вища   | член Всеукраїнського об'єднання «Батьківщина» | ТНПУ, студент                                |
| Політична партія Всеукраїнське об'єднання «Свобода»     |                               |                       |                    |                                               |                                              |
| 10                                                      | Подоляк Михайло Володимирович | 31.10.2010            | середня спеціальна | член Всеукраїнського об'єднання «Свобода»     | Збаражське ПТУ, студент                      |
| Самовисування                                           |                               |                       |                    |                                               |                                              |
| 1                                                       | Козак Надія Мирославівна      | 31.10.2010            | середня            | позапартійна                                  | УООНТ, соціальний працівник                  |
| 2                                                       | Островська Марія Ярославівна  | 31.10.2010            | середня            | позапартійна                                  | Будинок культури, художній керівник          |
| 3                                                       | Семирко Володимир Ігорович    | 31.10.2010            | середня спеціальна | позапартійний                                 | ПАП «Агропродсервіс», тракторист             |
| 4                                                       | Зубрецька Іванна Ігорівна     | 31.10.2010            | вища               | позапартійна                                  | Сільська Рада с. Йосипівка, сільський голова |
| 5                                                       | Базар Григорій Михайлович     | 26.05.2014            | середня спеціальна | позапартійний                                 | тимчасово не працює                          |
| 7                                                       | Ярема Богдан Михайлович       | 31.10.2010            | середня            | позапартійний                                 | пенсіонер                                    |
| 8                                                       | Чорний Євгеній Іванович       | 31.10.2010            | середня спеціальна | позапартійний                                 | тимчасово не працює                          |
| 9                                                       | Багрій Ганна Богданівна       | 31.10.2010            | середня спеціальна | позапартійна                                  | тимчасово не працює                          |
| 11                                                      | Базар Ганна Богданівна        | 31.10.2010            | середня спеціальна | позапартійна                                  | Сільська Рада с. Йосипівка, землевпорядник   |
| 12                                                      | Баб'як Іван Васильович        | 26.05.2014            | вища               | позапартійний                                 | тимчасово не працює                          |
| 14                                                      | Форма Орест Михайлович        | 31.10.2010            | середня спеціальна | позапартійний                                 | ФГ «Форма», фермер                           |